# Гнучкість стрижня

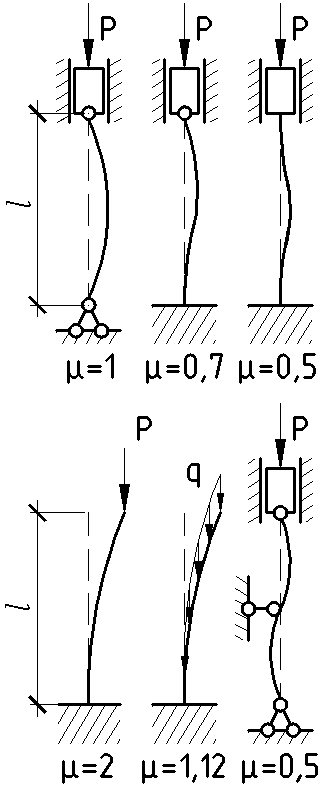
Схеми деформування й коефіцієнти за різних умов закріплення та поздовжньому прикладанні навантаження

Гнуч́кість стри́жня — безрозмірнісна величина, що характеризує здатність стрижня чинити опір поздовжньому згину з врахуванням розмірів і визначається як відношення розрахункової довжини стрижня {\displaystyle l_{0}} до найменшого радіуса інерції {\displaystyle i} його поперечного перерізу
{\displaystyle \lambda ={\frac {l_{0}}{i_{min}}}={\frac {\mu l}{i_{min}}}},
де розрахункова довжина {\displaystyle l_{0}} обчислюється за формулою:
{\displaystyle l_{0}=\mu l},
де {\displaystyle \mu } — коефіцієнт, що залежить від умов закріплення стрижня, а {\displaystyle l} — його геометрична довжина. Розрахункова довжина також може носити назву «приведена довжина» або «вільна довжина». Отже, формула Ейлера, з урахуванням сказаного вище, запишеться:
{\displaystyle \sigma _{KP}={\frac {\pi ^{2}\cdot E}{\left(\mu {\frac {l}{i_{min}}}\right)^{2}}}}.
Поняття «приведена довжина» вперше увів Фелікс Ясінський для узагальнення формули Ейлера для обчислення критичної сили, яку той отримав для стрижня із шарнірно-опертими кінцями. Відповідно коефіцієнт {\displaystyle \mu } дорівнює при шарнірних обох кінцях (основний випадок) одиниці, при одному шарнірному, іншому защемленому {\displaystyle \mu =0,7}, при обох защемлених кінцях {\displaystyle \mu =0,5}. Схеми деформування та коефіцієнти {\displaystyle \mu } за різних умов закріплення та способі прикладення навантаження, показані на рисунку. Також, слід зазначити, що формула Ейлера є точною лише для елементів високої гнучкості, наприклад для сталі вона може застосовуватись при гнучкостях порядку {\displaystyle \lambda =100} і більше. При менших значеннях гнучкості формулу Ейлера не застосовують.
Вираз {\displaystyle {\frac {\mu l}{i_{min}}}} ще має назву приведена гнучкість, оскільки він характеризує гнучкість з урахуванням, додатково, способу закріплення стрижня.
Приведений математичний вираз відіграє важливу роль при перевірці стиснутих стрижнів на стійкість. Зокрема, від гнучкості залежить коефіцієнт поздовжнього згину {\displaystyle \phi }, який використовується в машинобудуванні для розрахунків елементів на стійкість, зокрема для визначення допустимих напружень і навантажень.
Стрижень з більшою гнучкістю, при інших однакових параметрах, має меншу міцність на стискання та стискання зі згином.
При розрахунках елементів залізобетонних конструкцій до гнучкості висуваються вимоги щодо її обмеження. Також, залежно від гнучкості призначається ступінь їхнього армування.
У розрахунках сталевих конструкцій гнучкість відіграє велике значення з огляду на велику міцність сталі з пов'язаною з цим формою елементів (довгі, невеликій площі) через що вичерпання несучої здатності по стійкості настає до вичерпання запасу міцності по матеріалу.
У технічній літературі використовуються також похідні терміни:
- Умовна гнучкість {\displaystyle {\overline {\lambda }}}, яка визначається за формулою:

{\displaystyle {\overline {\lambda }}=\lambda {\sqrt {\frac {\sigma _{T}}{E}}}},
де {\displaystyle \sigma _{T}} — границя плинності;
E — модуль пружності.
- Гранична гнучкість {\displaystyle \lambda _{u}}, яка визначається за формулою:

{\displaystyle \lambda _{u}=180-60\alpha },
де {\displaystyle \alpha ={\frac {N}{\phi A\sigma _{T}\gamma _{c}}}\leq 1} — коефіцієнт використання перерізу (N — поздовжня сила, φ — коефіцієнт стійкості при центральному стиску, A — площа поперечного перерізу стрижня, {\displaystyle \sigma _{T}} — границя плинності, {\displaystyle \gamma _{c}} — коефіцієнт умов роботи)
Існують формули для визначення гнучкості елементів складених перерізів.